# Segretario all'aeronautica degli Stati Uniti d'America

Stendardo e sigillo del Segretario all'aeronautica degli Stati Uniti

Il Segretario all'Aeronautica degli Stati Uniti d'America (in inglese: Secretary of the Air Force – SECAF o SAF/OS) è il capo del dipartimento dell'Aeronautica, una delle componenti del dipartimento della Difesa degli Stati Uniti. Il Segretario all'aeronautica è un civile scelto dal Presidente dietro consiglio e previa approvazione del Senato. Esso fa rapporto direttamente al Presidente e/o al Segretario della difesa ed è responsabile della conduzione di tutti gli affari del dipartimento dell'Aeronautica, così come previsto dal titolo 10 dell'United States Code.
Il Segretario all'aeronautica lavora a stretto contatto con il suo sottosegretario, anch'esso un civile, e con il Chief of Staff of the United States Air Force, un generale a quattro stelle che ricopre la più alta posizione militare all'interno dell'United States Air Force (USAF – l'aeronautica militare statunitense
Il primo segretario all'aeronautica fu Stuart Symington, nominato il 18 settembre 1947 in seguito alla riorganizzazione dell'United States Army Air Force come forza indipendente dall'esercito, riorganizzazione da cui nacque l'USAF.

## Responsabilità
Il Segretario è posto a capo del dipartimento dell'Aeronautica, un dipartimento militare che racchiude tutte le componenti dell'United States Air Force e dell'Air National Guard. Le sue responsabilità sono le seguenti:
(1) Recruiting.

(2) Organizing.

(3) Supplying.

(4) Equipping (including research and development).

(5) Training.

(6) Servicing.

(7) Mobilizing.

(8) Demobilizing.

(9) Administering (including the morale and welfare of personnel).

(10) Maintaining.

(11) The construction, outfitting, and repair of military equipment.

(12) The construction, maintenance, and repair of buildings, structures, and utilities and the acquisition of real property and interests in real property necessary to carry out the responsibilities specified in this section.»
(1) Reclutamento.

(2) Organizzazione.

(3) Rifornimento.

(4) Equipaggiamento (inclusa la ricerca e lo sviluppo).

(5) Addestramento.

(6) Riparazione.

(7) Mobilitazione.

(8) Smobilitazione.

(9) Amministrazione (incluso il morale e il benessere del personale).

(10) Manutenzione.

(11) La costruzione, la messa a norma e la riparazione dell'equipaggiamento militare.

(12) La costruzione, la manutenzione, e la riparazione di edifici, strutture e acquisto di proprietà necessarie per svolgere meglio i compiti specificati in questa sezione.»
(Titolo 10 dell'United States Code, cap. 803 § 8013)

## Ufficio del Segretario all'aeronautica
Il Segretario all'aeronautica dispone di uno staff riunito in un ufficio (Office of the Secretary of the Air Force) che ha il compito di assisterlo in vari campi. Tale ufficio è composto dal sottosegretario (con due delegati, uno per gli affari internazionali e l'altro per i programmi spaziali), da alcuni assistenti (acquisti, amministrazione, gestione delle finanze, strutture, ambiente e logistica), da un consigliere e un ispettore generale (rispettivamente General Counsel e Inspector General of the Air Force), da un consigliere legale, da un addetto all'auditing e da una commissione per le forze aeree della riserva.

## Lista dei segretari all'aeronautica degli USA
| #  | Immagine                      | Nome                            | Inizio            | Termine                   | Durata              | Presidente               | Presidente                       |
| -- | ----------------------------- | ------------------------------- | ----------------- | ------------------------- | ------------------- | ------------------------ | -------------------------------- |
| 1  |                               | Stuart Symington                | 18 settembre 1947 | 24 aprile 1950            | 2 anni e 218 giorni |                          | Harry S. Truman (1945–1953)      |
| 2  |                               | Thomas K. Finletter             | 24 aprile 1950    | 20 gennaio 1953           | 2 anni e 271 giorni |                          | Harry S. Truman (1945–1953)      |
| 3  |                               | Harold E. Talbott               | 4 febbraio 1953   | 13 agosto 1955            | 2 anni e 190 giorni |                          | Dwight D. Eisenhower (1953–1961) |
| 4  |                               | Donald A. Quarles               | 15 agosto 1955    | 30 aprile 1957            | 1 anno e 258 giorni |                          | Dwight D. Eisenhower (1953–1961) |
| 5  |                               | James H. Douglas, Jr.           | 1º maggio 1957    | 10 dicembre 1959          | 2 anni e 223 giorni |                          | Dwight D. Eisenhower (1953–1961) |
| 6  |                               | Dudley C. Sharp                 | 11 dicembre 1959  | 20 gennaio 1961           | 1 anno e 40 giorni  |                          | Dwight D. Eisenhower (1953–1961) |
| 7  |                               | Eugene M. Zuckert               | 24 gennaio 1961   | 30 settembre 1965         | 4 anni e 249 giorni |                          | John F. Kennedy (1961–1963)      |
| 7  | Lyndon B. Johnson (1963–1969) | Eugene M. Zuckert               | 24 gennaio 1961   | 30 settembre 1965         | 4 anni e 249 giorni |                          |                                  |
| 8  |                               | Harold Brown                    | 1º ottobre 1965   | 15 febbraio 1969          | 3 anni e 137 giorni |                          |                                  |
| 8  | Richard Nixon (1969–1974)     | Harold Brown                    | 1º ottobre 1965   | 15 febbraio 1969          | 3 anni e 137 giorni |                          |                                  |
| 9  |                               | Robert C. Seamans, Jr.          | 15 febbraio 1969  | 15 maggio 1973            | 4 anni e 89 giorni  |                          |                                  |
| 10 |                               | John L. McLucas                 | 15 maggio 1973    | 18 luglio 1973            | 2 anni e 192 giorni |                          |                                  |
| 10 | 18 luglio 1973                | John L. McLucas                 | 23 novembre 1975  |                           | 2 anni e 192 giorni |                          |                                  |
| 10 | 18 luglio 1973                | John L. McLucas                 | 23 novembre 1975  | Gerald Ford (1974–1977)   | 2 anni e 192 giorni |                          |                                  |
| 11 |                               | Thomas C. Reed                  | 2 gennaio 1976    | 6 aprile 1977             | 1 anno e 94 giorni  |                          | Jimmy Carter (1977–1981)         |
| 12 |                               | John C. Stetson                 | 6 aprile 1977     | 18 maggio 1979            | 2 anni e 42 giorni  |                          | Jimmy Carter (1977–1981)         |
| 13 |                               | Hans Mark                       | 18 maggio 1979    | 2 luglio 1979             | 1 anno e 267 giorni |                          | Jimmy Carter (1977–1981)         |
| 13 | 26 luglio 1979                | Hans Mark                       | 9 febbraio 1981   |                           | 1 anno e 267 giorni |                          | Jimmy Carter (1977–1981)         |
| 13 | 26 luglio 1979                | Hans Mark                       | 9 febbraio 1981   | Ronald Reagan (1981–1989) | 1 anno e 267 giorni |                          |                                  |
| 14 |                               | Verne Orr                       | 9 febbraio 1981   | 30 novembre 1985          | 4 anni e 294 giorni |                          |                                  |
| 15 |                               | Russell A. Rourke               | 9 dicembre 1985   | 6 aprile 1986             | 118 giorni          |                          |                                  |
| 16 |                               | Edward C. Aldridge Jr.          | 6 aprile 1986     | 8 giugno 1986             | 2 anni e 254 giorni |                          |                                  |
| 16 | 9 giugno 1986                 | Edward C. Aldridge Jr.          | 16 dicembre 1988  |                           | 2 anni e 254 giorni |                          |                                  |
| –  |                               | James F. McGovern Ad interim    | 16 dicembre 1988  | 29 aprile 1989            | 134 giorni          |                          | George H. W. Bush (1989–1993)    |
| –  |                               | John J. Welch, Jr. Ad interim   | 29 aprile 1989    | 21 maggio 1989            | 22 giorni           |                          | George H. W. Bush (1989–1993)    |
| 17 |                               | Donald B. Rice                  | 21 maggio 1989    | 20 gennaio 1993           | 3 anni e 244 giorni |                          | George H. W. Bush (1989–1993)    |
| –  |                               | Michael B. Donley Ad interim    | 20 gennaio 1993   | 13 luglio 1993            | 174 giorni          |                          | Bill Clinton (1993–2001)         |
| –  |                               | Merrill A. McPeak Ad interim    | 14 luglio 1993    | 5 agosto 1993             | 22 giorni           |                          | Bill Clinton (1993–2001)         |
| 18 |                               | Sheila E. Widnall               | 6 agosto 1993     | 31 ottobre 1997           | 4 anni e 86 giorni  |                          | Bill Clinton (1993–2001)         |
| 19 |                               | F. Whitten Peters               | 1º novembre 1997  | 30 luglio 1999            | 3 anni e 80 giorni  |                          | Bill Clinton (1993–2001)         |
| 19 | 30 luglio 1999                | F. Whitten Peters               | 20 gennaio 2001   |                           | 3 anni e 80 giorni  |                          | Bill Clinton (1993–2001)         |
| –  |                               | Lawrence J. Delaney Ad interim  | 21 gennaio 2001   | 31 maggio 2001            | 130 giorni          |                          | George W. Bush (2001–2009)       |
| 20 |                               | James G. Roche                  | 1º giugno 2001    | 20 gennaio 2005           | 3 anni e 233 giorni |                          | George W. Bush (2001–2009)       |
| –  |                               | Peter B. Teets Ad interim       | 20 gennaio 2005   | 25 marzo 2005             | 64 giorni           |                          | George W. Bush (2001–2009)       |
| –  |                               | Michael Montelongo Ad interim   | 25 marzo 2005     | 28 marzo 2005             | 3 giorni            |                          | George W. Bush (2001–2009)       |
| –  |                               | Michael L. Dominguez Ad interim | 28 marzo 2005     | 29 luglio 2005            | 123 giorni          |                          | George W. Bush (2001–2009)       |
| –  |                               | Pete Geren Ad interim           | 29 luglio 2005    | 4 novembre 2005           | 98 giorni           |                          | George W. Bush (2001–2009)       |
| 21 |                               | Michael Wynne                   | 4 novembre 2005   | 20 giugno 2008            | 2 anni e 229 giorni |                          | George W. Bush (2001–2009)       |
| 22 |                               | Michael B. Donley               | 21 giugno 2008    | 2 ottobre 2008            | 5 anni              |                          | George W. Bush (2001–2009)       |
| 22 | 2 ottobre 2008                | Michael B. Donley               | 21 giugno 2013    |                           | 5 anni              | Barack Obama (2009–2017) |                                  |
| –  |                               | Eric Fanning Ad interim         | 21 giugno 2013    | 20 dicembre 2013          | 182 giorni          | Barack Obama (2009–2017) |                                  |
| 23 |                               | Deborah Lee James               | 20 dicembre 2013  | 20 gennaio 2017           | 3 anni e 31 giorni  | Barack Obama (2009–2017) |                                  |
| –  |                               | Lisa Disbrow Ad interim         | 20 gennaio 2017   | 16 maggio 2017            | 116 giorni          |                          | Donald Trump (2017–2021)         |
| 24 |                               | Heather Wilson                  | 16 maggio 2017    | 31 maggio 2019            | 2 anni e 15 giorni  |                          | Donald Trump (2017–2021)         |
| –  |                               | Matthew Donovan Ad interim      | 1º giugno 2019    | 18 ottobre 2019           | 139 giorni          |                          | Donald Trump (2017–2021)         |
| 25 |                               | Barbara Barrett                 | 18 ottobre 2019   | 20 gennaio 2021           | 1 anno e 94 giorni  |                          | Donald Trump (2017–2021)         |
| –  |                               | John P. Roth Ad interim         | 20 gennaio 2021   | 28 luglio 2021            | 189 giorni          |                          | Joe Biden (2021–2025)            |
| 26 |                               | Frank Kendall III               | 28 luglio 2021    | 20 gennaio 2025           | 3 anni e 176 giorni |                          | Joe Biden (2021–2025)            |
| –  |                               | Gary A. Ashworth Ad interim     | 20 gennaio 2025   | In carica                 | 153 giorni          |                          | Donald Trump (2025–)             |